# Pseudobrimus
Pseudobrimus is een kevergeslacht uit de familie van de boktorren (Cerambycidae). De wetenschappelijke naam van het geslacht werd voor het eerst geldig gepubliceerd in 1936 door Breuning.

## Soorten
Pseudobrimus omvat de volgende soorten:
- Pseudobrimus affinis Breuning, 1936
- Pseudobrimus congoanus Breuning, 1936
- Pseudobrimus fossulatus Breuning, 1970
- Pseudobrimus gabonicus Breuning, 1936
- Pseudobrimus griseomarmoratus Breuning, 1936
- Pseudobrimus griseosparsus Breuning, 1964
- Pseudobrimus latefasciatus Breuning, 1948
- Pseudobrimus nigrovittatus Breuning, 1959